# غرافينيانا (بلدية)
غرافينيانا هي بلدية في مقاطعة لودي في إقليم لومبارديا الإيطالي، وتقع على بعد حوالي 40 كم جنوب شرق ميلانو وحوالي 13 كم جنوب لودي.
تقع مدينة غرافينانا على حدود البلديات التالية: سانت أنجيلو لوديجيانو، فيلانوفا ديل سيلارو، بورغيتو لوديجيانو، سان كولومبانو آل لامبرو، ميرادولو تيرمي.

## أعلام
لويجي كارلو بوروميو (1893–1975)، أسقف بيزارو

## تاريخ
كانت غرافينيانا مسرحًا لأحداث تاريخية مهمة، بما في ذلك المؤتمر الذي عقد عام 1176 بين أعضاء الرابطة اللومباردية لتجنب الصدام المباشر مع بربروسا، في العصور الوسطى كان ميناء نشطا على نهر لامبرو.
كان الإمبراطور كونراد الثاني قد تبرع بأراضي غرافينانا وملحقاتها لأريبرتو دينتيميانو رئيس أساقفة ميلانو، الذي تبرع بها بدوره لكنيسة ميلانو في عام 1034، ومنذ ذلك الحين ارتبط بمصائر ميلانو.
كان لوجود الكارثوسيين أيضًا أهمية كبيرة في تاريخ المدينة، ففي 6 أكتوبر 1396 تم ضم أراضي جرافينيانا إلى إقطاعية سان كولومبانو آل لامبرو ومنحها جيان جالياتسو فيسكونتي إلى سيرتوسا دي بافيا والتي بالتالي كان لديها إقطاعية سان كولومبانو إد يونيتي، مع سان كولومبانو، مومبريوني، فالبيسيرا، مونتيكولاتو، غرافينانا مع سان سلفاتوري وفيماجانو. وكانت ملحقات الرهبان أنفسهم مسؤولة عن أعمال استصلاح الأراضي الهامة؛ وتوقف وجودهم في عام 1782 مع قمعهم من قبل جوزيف الثاني ملك النمسا.
في عام 1785، تم التنازل عن الإقطاعية لعائلة باربيانو في بلجيويوسو.
في العصر النابليوني ( 1809 - 1616 ) كانت غرافينيانا قرية صغيرة تابعة لبورغيتو، واستعادت استقلالها الذاتي مع دستور مملكة لومباردي.
من المحتمل أن يكون للاسم أصول لومباردية رومانية. [بحاجة لمصدر]

## أنظر أيضًا
- الموقع الرسمي